# Påverkanstorg
Påverkanstorg är en arbetsform för möten. Påverkanstorg syftar till att göra mötesdeltagarna mer delaktiga i sakfrågor. Metoden utvecklades av Svenska Scoutförbundet efter beslut på förbundets stämma 1996.
I ett påverkanstorg skiljer man mellan diskussion och beslut. Till skillnad från plenumsdiskussioner där få personer uttalar sig från talarstolen, eftersträvar man i ett påverkanstorg diskussioner där många deltar. Sakdebatten delas upp på olika platser på ett "torg" där deltagarna kan engagera sig i olika diskussioner. När de har avslutats möts deltagarna för att fatta beslut i plenum.